# Peixe-espátula-chinês
O peixe-espátula-chinês ou peixe-espada-do-Rio-Amarelo (nome científico: Psephurus gladius) é uma espécie de peixes do gênero Psephurus, extinta por volta de 2005, porém, apenas declarada oficialmente em 21 de julho de 2022. Era o maior peixe de água doce da China, podendo atingir os 7 metros de comprimento.
O peixe-espátula-chinês ocorria apenas no rio Yangtzé, na China e era o maior peixe de água doce conhecido. Foi extinto pela destruição de habitat e pela superexploração. O declínio da população começou a partir da década de 70, quando eram capturadas cerca de 25 toneladas por ano. A construção da Barragem de Gezhouba [en] e da Hidrelétrica das Três Gargantas acabou por dividir as populações e impedir a migração em seu habitat.